# 卡爾文·菲利普斯
卡爾文·馬克·菲利普斯（英語：Kalvin Mark Phillips；1995年12月2日—），是一名英格蘭職業足球員，司職防守中場，目前效力英超球隊曼城，曾代表英格蘭足球代表隊參加國際比賽。

## 俱樂部生涯
菲利普斯從2003年到2010年為當地俱樂部沃特利效力，然後在14歲加入列斯聯的青訓營。
2014年夏天與列斯聯簽訂了第一份職業合同。
2019/20年度球季，跟随列斯聯以93分取得英冠聯賽冠軍，相隔17年重返英超。

### 曼城
2022年7月4日，菲利普斯与英超冠军曼城签约，合同为期6年，据说初始费用为4200万英镑，附加费用可能上升到4500万英镑。 8月7日，菲利普斯在客场2-0战胜西汉姆联的比赛中替补罗德里出场，完成联赛首秀。

### 西汉姆联
2024年1月26日，西汉姆联宣布从曼城租借菲利普斯至赛季结束。西汉姆联将支付菲利普斯租借期间的全额工资。

### 伊普斯维奇
2024年8月16日，英超升班马伊普斯维奇宣布从曼城租借菲利普斯整个赛季。伊普斯维奇将于曼城共同分担菲利普斯租借期间的工资。

## 國家隊生涯
菲利普斯有资格为他的出生国 英格兰、以及凭借其血统为 牙买加 和 爱尔兰共和国 效力。 最终，他选择代表英格兰，并在 2020 年 8 月首次被 加雷斯·索斯盖特 征召，随后于 9 月 8 日在对阵 丹麦 的 欧洲国家联赛 中获得了他的首次出场机会。 他是 21 世纪以来第三位在未曾在国家的顶级联赛中出场之前就代表英格兰出战的球员，前两位是 杰克·巴特兰 和 威尔弗里德·扎哈。在被征召后的采访中，菲利普斯表示他打算将自己的第一件英格兰球衣赠予马塞洛·贝尔萨，这位利兹联主教练在他首次入选国家队时赠予了他一件他老东家 纽维尔老男孩队 的球衣，并附上了给他和他的家人的祝福。
菲利普斯被选为代表英格兰参加 欧洲杯 2020， 在比赛中他的顽强和充满活力的表现赢得了评论员、球迷和世界媒体的赞誉。 他在比赛中每场都首发出场，一直到 决赛，最终英格兰在点球大战中输给了最终的冠军 意大利。 菲利普斯被评为英格兰 2020-21 赛季的年度最佳男子球员。 他在卡塔尔举行的 2022 年世界杯 上两次替补出场。
菲利普斯在 2023 年 6 月 19 日的 2024 年欧洲足球锦标赛预选赛 对阵 北马其顿 的比赛中，在 老特拉福德球场 打进了他的首个国际进球。 即将迎来 欧洲杯 2024 时，由于在租借至西汉姆联队的初期表现不佳，菲利普斯在 2024 年 3 月英格兰队对阵 巴西 和 比利时 的友谊赛中被排除在名单之外。

## 技術風格
菲利普斯最初擔綱正中場，在2018/19賽季前轉型成為後腰，也能夠退後擔任中後衛。他能夠進行犀利短傳與長程派球，在防守之餘發動攻擊，因此被稱為球隊的「車轄」（Lynchpin），也有約克夏皮爾洛之稱。在2020年歐洲國家盃小組賽對戰克羅埃西亞的賽事中，他被評為「能夠將單純的傳球轉化為威脅性的進攻」。

## 生涯數據

### 俱樂部
最後更新：2021年5月23日
| 俱樂部 | 賽季    | 聯賽 | 聯賽 | 聯賽 | 英格蘭足總盃 | 英格蘭足總盃 | 英格蘭聯賽盃 | 英格蘭聯賽盃 | 其他 | 其他 | 總計 | 總計 |
| 俱樂部 | 賽季    | 層級 | 出賽 | 進球 | 出賽         | 進球         | 出賽         | 進球         | 出賽 | 進球 | 出賽 | 進球 |
| ------ | ------- | ---- | ---- | ---- | ------------ | ------------ | ------------ | ------------ | ---- | ---- | ---- | ---- |
| 里茲聯 | 2014–15 | 英冠 | 2    | 1    | 0            | 0            | 0            | 0            | —    | —    | 2    | 1    |
| 里茲聯 | 2015–16 | 英冠 | 10   | 0    | 0            | 0            | 0            | 0            | —    | —    | 10   | 0    |
| 里茲聯 | 2016–17 | 英冠 | 33   | 1    | 2            | 0            | 5            | 0            | —    | —    | 40   | 1    |
| 里茲聯 | 2017–18 | 英冠 | 41   | 7    | 1            | 0            | 1            | 0            | —    | —    | 43   | 7    |
| 里茲聯 | 2018–19 | 英冠 | 42   | 1    | 0            | 0            | 2            | 0            | 2    | 0    | 46   | 1    |
| 里茲聯 | 2019–20 | 英冠 | 37   | 2    | 1            | 0            | 2            | 0            | —    | —    | 40   | 2    |
| 里茲聯 | 2020–21 | 英超 | 29   | 1    | 1            | 0            | 0            | 0            | —    | —    | 30   | 1    |
| 里茲聯 | 2021–22 | 英超 | 0    | 0    | 0            | 0            | 0            | 0            | —    | —    | 0    | 0    |
| 總計   | 總計    | 總計 | 194  | 13   | 5            | 0            | 10           | 0            | 2    | 0    | 211  | 13   |

1. ↑  於英冠季後賽中出賽

### 國家隊生涯
最後更新：2022年12月11日
| 國家隊 | 年分 | 出賽 | 進球 |
| ------ | ---- | ---- | ---- |
| 英格蘭 | 2020 | 4    | 0    |
| 英格蘭 | 2021 | 15   | 0    |
| 英格蘭 | 2022 | 6    | 0    |
| 總計   | 總計 | 25   | 0    |

## 榮譽

### 俱樂部
列斯聯
- 英格蘭足球冠軍聯賽：2019–20[6]

曼城
- 英超冠軍：2022-23[41]
- 英格蘭足總盃冠軍：2022-23[42]
- 欧洲冠军联赛冠軍：2022–23[43]
- 歐洲超級盃冠軍：2023[44]
- 世界冠軍球會盃冠軍：2023[45]

### 國家隊
英格蘭
- 歐洲國家盃亞軍：2020[46]

### 個人
- 英格蘭年度最佳球員（英语：The FA England Awards）：2020-2021[47]

## 外部連結
- Profile （页面存档备份，存于） at the Leeds United F.C. website
- Profile （页面存档备份，存于） at the Football Association website
- Soccerway資料庫：卡爾文·菲利普斯
- 足球数据库：卡爾文·菲利普斯的球员统计数据